# Burgstall Kaibitz
Der Burgstall Kaibitz befindet sich in dem Ortsteil Kaibitz der Oberpfälzer Stadt Kemnath im Landkreis Tirschenreuth (etwa 350 m nordnordwestlich von Schloss Kaibitz am Osthang eines Hügels über dem Tal des Fallbaches).
Möglicherweise handelt es sich bei dem Burgstall um einen Vorgängerbau von Schloss Kaibitz, das ab 1400 im Leuchtenberger Lehenbuch erscheint. 
Der  Burgstall besteht aus einer kleinen Insel (12 × 12 m), die in einem halbkreisförmigen Kreis liegt. Die Insel ist einen halben Meter hoch und trägt eine denkmalgeschützte neugotische Marienkapelle von 1822. Der Teich ist an einem Hang angelegt und wird deshalb im Norden, Osten und Süden von einem hohen Damm umgeben. Der Teich wird durch eine Hangquelle gespeist, deren Wasser dann durch den Kanal in den Mühlkanal abfließt. Die Insel ist über eine aus Bruchsteinen gefertigte Brücke von 7 m Länge mit der Umgebung verbunden.